# Pas (balet)
Pas z francuskiego – krok, termin ma kilka znaczeń:
- W tańcu klasycznym to określenia jednej z kilku skodyfikowanych kombinacji ruchowych:

pas de bourree
pas de basque
pas de chat
pas cheval
- rodzaj wariacji:

pas de deux
pas de trois
pas de quatre
- rodzaj scenicznego chodzenia:

pas alle
pas marche